# Trampolín (revista de Acción Católica)
Trampolín fue una revista de historieta española, editada entre 1948 y 1959 por Acción Católica (concretamente por su división de Aspirantes, cuya redacción se hallaba en la calle Conde de Xiquema de Madrid). Fue su director Alberto de Macua. y estaba impresa en papel de periódico, de gran tamaño y temas misceláneos (aventuras, entretenimiento y humor). Su línea editorial se caracterizó por su confesionalidad aunque supo moderar los contenidos religiosos desligándolos de los recreativos.

## Trayectoria
En noviembre de 1950 la revista inició su "tercera época", adoptando un formato más acorde al de otras publicaciones análogas y modificando su contenido. Participarán en esta etapa numerosos dibujantes del cómic valenciano (prácticamente los mismos que colaboraban en Jaimito y otras revistas del género: Karpa, Liceras, Serafín, José Grau, ...) e ilustradores como Jesús Bernal (de Chicos junto a Grau), Iranzo y José Laffond. 
Hacia 1957, dejó de ser editada por Acción Católica, adquiriendo una periodicidad mensual y aumentando su formato mientras reducía su número de páginas.

## Contenido
Incluyó las siguientes series:
| Aparición | Números | Título                                  | Autoría                   | Procedencia |
| --------- | ------- | --------------------------------------- | ------------------------- | ----------- |
| 1949      |         | Don Ataúlfo Clorato y su sobrino Renato | Gabi                      |             |
| 1949      |         | La familia Sulfamida                    | Ramón Sabatés i Massanell |             |
| 1950      |         | Ciriaco Majareto                        | Enrich                    |             |
| 1950      |         | Mateo Pí                                | Gabi                      |             |
| 1950      |         | Pedrín y Linda                          | Gabi                      |             |
| 1951      |         | El Conde Pepe                           | Palop                     |             |
| 1951      |         | El Capitán Veneno                       | Juan García Iranzo        |             |
| 1951      |         | Don Fresco                              | Jor.Dom                   |             |
| 1951      |         | Don Apolinar y su familia               | Gordillo                  | Nueva       |
| 1951      |         | Perico y Frescales, los dos iguales     | Juan García Iranzo        |             |
| 1952      |         | Listón y Tarugo                         | Juan García Iranzo        |             |
| 1952      |         | Antonio Barbas Heredia                  | Juan García Iranzo        |             |
| 1953      |         | Ojo de Castor, el pequeño piel roja     | Gabi                      |             |
| 1955      |         | Benjamín y su pandilla                  | José Sanchis Grau         |             |
| 1955      |         | Matías, el espía atómico                | Ardel                     |             |